# Гран-при ФИДЕ
Гран-при ФИДЕ — это серия шахматных турниров, организованная ФИДЕ и её коммерческим партнёром Агоном. Каждая серия состоит из четырёх или шести шахматных турниров, которые составляют часть квалификационного цикла Чемпионата мира по шахматам.

## Серии турниров
| Серия     | Кол-во турниров | Общий призовой фонд | Победитель         | Второе место       | Третье место        |
| --------- | --------------- | ------------------- | ------------------ | ------------------ | ------------------- |
| 2008/2010 | 6               | 1,272,000 €         | Левон Аронян       | Теймур Раджабов    | Александр Грищук    |
| 2012/2013 | 6               | 1,440,000 €         | Веселин Топалов    | Шахрияр Мамедьяров | Фабиано Каруана     |
| 2014/2015 | 4               | 480,000 €           | Фабиано Каруана    | Хикару Накамура    | Дмитрий Яковенко    |
| 2017      | 4               | 520,000 €           | Шахрияр Мамедьяров | Александр Грищук   | Теймур Раджабов     |
| 2019      | 4               | 800,000 €           | Александр Грищук   | Ян Непомнящий      | Максим Вашье-Лаграв |
| 2022      | 3               | 450,000 €           | Хикару Накамура    | Рихард Раппорт     | Уэсли Со            |